# Alice (New South Wales)
Alice ist ein ländlicher Ort in New South Wales, Australien.

## Geographie
Alice wird vom Clarence Valley Council verwaltet. Der Ort ist etwa 551 km nördlich vom Stadtzentrum Sydneys und 80 km nordöstlich von Grafton entfernt. Mit 0,3 Einwohnern/km² ist der Ort am Clarence River sehr dünn besiedelt.

## Demographie
Mit Stand von 2021 hatte Alice 4 Einwohner, von denen 7 die australische Staatsangehörigkeit besaßen. Das Medianalter lag bei 59 Jahren. Das mittlere Einkommen pro Person betrug 333 Australische Dollar, das mittlere Haushaltseinkommen lag bei 1074 AUD, womit es zu den niedrigeren Haushaltseinkommen im landesweiten Vergleich (1746 AUD) zählte.